# Герб Златополя
Герб Златополя — символ міста Златополя Харківської області, затверджений 25 лютого 2025 року рішенням №1398-65.8 сесії міської ради.
Автор - Олександр Лісниченко, член Українського геральдичного  товариства.

## Опис
Щит колосоподібно скошений зліва. У верхньому золотому полі червоний контур зіркоподібної фортеці з чотирма бастіонами, у нижньому зеленому – три пшеничні золоті снопи у лівий перев’яз. Щитотримачі – два золоті бабаки. Під щитом жовто-зелена стрічка з червоним написом «ЗЛАТОПІЛЬ», під якою золоте колосся і квітка соняшника.

## Значення символів
Золоте поле і колоски пшениці символізують нову назву міста Златопіль (герб є промовистим). Фортеця - одна з фортець Української оборонної лінії, знаходиться в межах міста. Бабаки живуть на фортеці і люди з усієї України їдуть до міста на них подивитися.

## Історія

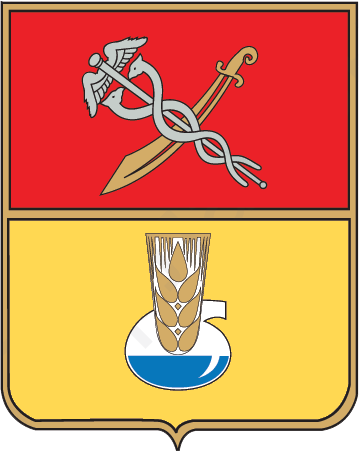
Попередній варіант герба

Щит перетятий червоним і золотим. На першому полі золота шабля і срібний кадуцей в косий хрест; на другому — хімічна колба та золотий колосок.
Затверджений 24 березня 1999 року рішенням сесії міської ради. Комп'ютерна графіка — В. М. Напиткін.